# Grégoire de Cilicie
Grégoire de Cilicie, Grigor Kiliketsi (en arménien Գրիգոր Կիլիկեցի) ou Krikoris (Գրիգորիս) est un médecin arménien né à la fin du XIIIe siècle. Avec Grégoire Magistros, Mkhitar de Her et Amirdovlat d'Amasée, il fait partie des quatre médecins les plus significatifs de la médecine classique arménienne.

## Biographie
Grigor n'a été redécouvert qu'en 1962, lors de la publication de son œuvre à Erevan ; on ne sait presque rien de sa vie, si ce n'est qu'il est probablement né à la fin du XIIIe siècle.

## Œuvre
On ne lui connaît qu'une seule œuvre, L'observation de la nature de l'homme et de ses maux. Sa première partie comprend environ 330 remèdes contre diverses maladies, tandis que la seconde traite de pathologie, où il se montre partisan de la théorie de l'unité de l'organisme, dont il fait « roi » le cerveau. Il y fait preuve de connaissances avancées pour son époque en anatomie, neurologie, pneumologie et traitement des « lésions tumorales ».